# Jürgen Mohrbutter (Filmproduzent)
Jürgen Mohrbutter (* 18. April 1924 in Kiel) ist ein deutscher Produktionsassistent, Aufnahmeleiter und Produktionsleiter beim heimischen Film.

## Leben und Wirken
Der im Marinestützpunkt Kiel geborene Jürgen Mohrbutter kam über seinen Vater, den Marineoffizier des Ersten Weltkriegs und später als Produktionsleiter im Dritten Reich tätigen Ulrich Mohrbutter, zum Film. Dieser verschaffte seinem 15-jährigen Sohn 1939 die Rolle des Kadett Potron in Karl Ritters militaristischem Wehrertüchtigungsstreifen Kadetten, der jedoch aufgrund des deutsch-sowjetischen Nichtangriffspaktes zwei Jahre lang zurückgestellt und erst 1941 uraufgeführt wurde. Nach dem Abschluss der Oberrealschule wurde Mohrbutter junior eingezogen und folgte den Fußspuren seines Vaters: Er ging zur Marine. Dort diente Jürgen Mohrbutter von 1942 bis Kriegsende 1945.
Wieder im Zivilleben, ging Mohrbutter vorübergehend zum Theater und begann 1946 als Regieassistent an der Kleinen Komödie in München. 1947 holte ihn sein Vater zu sich und ließ ihn zwei Jahre lang die Aufnahmeleitung im Synchronbereich übernehmen. Im selben Berufsfeld war Mohrbutter junior 1950/51 als Produktionsassistent aktiv. Dann endlich kehrte Jürgen Mohrbutter zum Spielfilm zurück uns wirkte ab 1952 bis zum Ende des Jahrzehnts lang als Aufnahmeleiter, anfänglich vor allem unter dem einstigen NS-Regimegünstling Veit Harlan (Die blaue Stunde, Sterne über Colombo und Die Gefangene des Maharadscha). Später arbeitete er auch mit O. W. Fischer (Hanussen), Curd Jürgens (Ohne Dich wird es Nacht) und Wolfgang Staudte (Rose Bernd) zusammen.
Als ihn der Chef der Filmaufbau, Hans Abich, 1959 zu sich nach München holte, gelang Mohrbutter der Absprung zur Produktionsleitung. Mohrbutter war aber in diesem Bereich angesichts des allmählichen Niedergang von „Papas Kino“ nur wenig und anfänglich auch sehr selten aktiv, in den 1960er Jahren fast überhaupt nicht. Erst dank der Begegnung mit dem Regisseur Bernhard Wicki 1970, als beide bei dem viel beachteten und mehrfach ausgezeichneten Fernsehfilm Das falsche Gewicht kooperierten, konnte Mohrbutter in seinem neuen Berufszweig, oftmals bei Film-Fernseh-Coproduktionen, reüssieren. Nach einer Reihe weit weniger beachteter Filme beendete Jürgen Mohrbutter Ende der 1980er Jahre seine Produktionslaufbahn mit zwei Filmdokumentationen über den Regisseur Wicki, Schauplatz “Spinnennetz”, und Bernhard Wicki: Regisseur. Ob Mohrbutter, und wenn ja, wann er gestorben ist, kann derzeit nicht gesagt werden.

## Filmografie
als Produktionsleiter oder Produzent
- 1959: 2 x Adam, 1 x Eva
- 1963: Herr “M” bekommt eine Stunde
- 1971: Das falsche Gewicht
- 1972: Ferdinand Lassalle
- 1972: Georgies tollkühne Abenteuer (Produktionsüberwachung)
- 1975: In der Fremde
- 1981: Regentropfen
- 1982: Bartolomé oder Die Rückkehr der weißen Götter
- 1982: Das Wagnis des Arnold Janssen
- 1983: Der Beginn aller Schrecken ist Liebe
- 1985: Die Frau des Reporters (Produktionsüberwachung)
- 1986: Quatre mains
- 1986–1988: Schauplatz “Spinnennetz”
- 1988: Die Schönheit des Schimpansen
- 1989: Bernhard Wicki: Regisseur